# Banks-szigeti farkas
A Banks-szigeti farkas (Canis lupus bernardi), a szürke farkas (Canis lupus) észak-amerikai alfaja.
Kizárólag a Kanada északi szigetei közé tartozó Banks-szigeten élt.
Fehér színű bundával rendelkező farkas, a hátán lévő szőr végén fekete foltokkal.